# Kotrčiná Lúčka
Kotrčiná Lúčka (maďarsky Kaszásrét do roku 1907 Kotrcslúcska) je obec v okrese Žilina na Slovensku. V roce 2011 zde žilo 431 obyvatel. První písemná zmínka o obci pochází z roku 1439.